# Imatidium collare
Imatidium collare is een keversoort uit de familie bladkevers (Chrysomelidae). De wetenschappelijke naam van de soort werd in 1799 gepubliceerd door Johann Friedrich Wilhelm Herbst.